# Apis mellifera monticola
Apis mellifera monticola este o subspecie din Kenya a albinei melifere europene (Apis mellifera).